# Super Trouper (sång)
"Super Trouper", arbetsnamn "Blinka lilla stjärna" , skriven av Benny Andersson och Björn Ulvaeus, är en singel, utgiven i november 1980 av den svenska popgruppen Abba. Låten "The Piper" var B-sida.
"Super Trouper" fanns också med på gruppens album med samma namn, från samma år. Låten tillkom sist, då albumet redan fått sitt namn. Nio sånger var klara, men man ville även ha en tionde. Andersson och Ulvaeus skrev då sången "Super Trouper" på några dagar. Super Trouper är en upptempolåt, och verserna sjöngs av Anni-Frid Lyngstad.
Ordet "Super trouper" är en typ av strålkastare som används på pop- och rockscenerna, och sången "Super Trouper" handlar om då livet som popartist är jobbigt med all stress och uppmärksamhet. En svensk översättning av låten görs till Mamma Mia!, i den svenska översättningen bytes orten Glasgow ut till Gränna och i den finska översättningen till  Vasa.
"Super Trouper" nådde första plats på UK Singles Chart under två veckor 1980 och var den fjärde mest sålda singeln i Storbritannien det året. Den är näst efter "Dancing Queen" Abbas bäst säljande singel i Storbritannien, där den 2021 hade sålts i 982 000 exemplar samt strömmats 40 miljoner gånger.

## Listplaceringar
Singeln "Super Trouper" gick den 23 november 1980 högst upp i topp på den brittiska singellistan "UK Singles Chart", en placering den där innehade i två veckor. Singeln var också framgångsrik på andra platser i Europa, och toppade listorna i Belgien, Republiken Irland, Nederländerna och det dåvarande Västtyskland. Den nådde andra plats i Norge, och tredje plats i Schweiz och Österrike, femte plats i Finland och åttonde plats i Frankrike och Spanien. I USA nådde den 45:e plats. Men kombinerat med "Lay All Your Love on Me" och "On and On and On" toppade den listan Hot Dance Club Play i USA.
| Lista (1980)              | Topplacering |
| ------------------------- | ------------ |
| Australiska singellistan  | 77           |
| Österrikiska singellistan | 3            |
| Belgiska singellistan     | 1            |
| Brittiska singellistan    | 1            |
| Kanadensiska singellistan | 32           |
| Nederländska singellistan | 1            |
| Eurochart Hot 100 Singles | 1            |
| Finländska singellistan   | 5            |
| Franska singellistan      | 4            |
| Västtyska singellistan    | 1            |
| Irländska singellistan    | 1            |
| Japanska singellistan     | 93           |
| Norska singellistan       | 2            |
| Spanska singellistan      | 8            |
| Svenska singellistan      | 11           |
| Schweiziska singellistan  | 3            |
| US Billboard Hot 100      | 45           |
| Zimbabwiska singellistan  | 18           |

## Coverversioner
- Den svenska popgruppen A-Teens spelade in en cover på sången 1999.
- Den skotska popgruppen Camera Obscura spelade in en cover på låten 2007.

## Övrigt
- Då Niklas Strömstedt skrev texter på svenska till musikalen Mamma Mia! ersattes "Glasgow" av "Gränna" som den ort som sångaren ringer från i sångtexten.

Den här artikeln är helt eller delvis baserad på material från engelskspråkiga Wikipedia.